# درر (قبيلة)
الدُّرَر (الاسم العلمي: Psittaculini)، هي قبيلة من الطيور تنتمي إلى فصيلة ببغاوات العالم القديم.

## الاجناس
- جنس Psittinus
- جنس Geoffroyus
- جنس Prioniturus
- جنس Tanygnathus
- جنس Eclectus
- جنس بستاكولا (الدرة أو الباركيت) ، Psittacula